# Janet Nkubana
Janet Nkubana es una tejedora de cestas de Ruanda. 

## Trayectoria
Nkubana creció en un campo de refugiados en Uganda al que huyó su familia por el genocidio de Ruanda.   Su primer contacto con el tejido de cestas fue allí, cuando observaba a su madre y a otras mujeres trabajar.  Cuando creció, Nkubana y su hermana Joy Ndungutse dirigieron un restaurante en la capital de Uganda, Kampala. Ella después volvió a Ruanda y dirigió un hotel en la capital, Kigali. Tenía formación artística y recuerda haber visto a su madre y a otras mujeres de su comunidad tejiendo cuando era joven. 
Creó una empresa llamada Gahaya Links junto con su hermana Joy Ndungutse. La empresa fue creada en 2003 y constituida en 2004. Contrataron a mujeres que habían quedado viudas durante el genocidio de Ruanda en 1994. Comenzó a vender estas cestas en mercadillos y empezó a exportarlas a Uganda, Kenia, Tanzania y Estados Unidos. Gahaya Links se asoció con EDImports para crear cestas para el mercado estadounidense. En 2004, Gahaya Links fabricó 12.000 cestas para los mercados de Estados Unidos y las ventas totalizaron más de 50.000 dólares estadounidenses. En 2005, Gahaya Links se conectó con Willa Shalit para formar una asociación con la tienda minorista Macy's.  El primer envío del producto se agotó en menos de un mes en las tiendas Macy's.
En 2012, Nkubana empleaba a más de 4.000 mujeres que trabajaban en la fabricación de cestas.  Algunos llaman a las cestas fabricadas por la empresa de Nkubana «cestas de la paz» porque las mujeres que las hacen proceden de tribus que participaron en el genocidio de 1994.

## Reconocimientos
En 2008, Nkubana compartió el Africa Prize for Leadership for the Sustainable End of Hunger (Premio Africano de Liderazgo para la Erradicación Sostenible del Hambre) con Faiza Jama Mohamed.  Fue galardonada también en 2008 con el Premio África.